# Лумпашур
Лумпашур — деревня в Глазовском районе Удмуртии в составе  сельского поселения Ураковское.

## География
Находится на расстоянии примерно 28 км на юг по прямой от центра района города Глазов. 

## История
Деревню создали в конце XIX века выходцы из деревни Парзинской. В 1931 году в деревне создали колхоз «Ленин сюрес». В 1951 году этот колхоз соединили с колхозом деревни Тарасово, а с 1956 года эти деревни вошли в состав колхоза им. Кирова.

## Население
Постоянное население  составляло 28 человек (удмурты 93%) в 2002 году, 8 в 2012.